# Dvarionas
Dvarionas ist ein litauischer männlicher Familienname.

## Herkunft
Der Familienname ist abgeleitet vom litauischen Wort dvaras ‚Gutshof‘.

## Weibliche Formen
- Dvarionaitė (ledig)
- Dvarionienė (verheiratet)

## Personen
- Balys Dvarionas (1904–1972), Komponist, Pianist und Dirigent
- Jurgis Dvarionas (* 1943), Geiger und Musikpädagoge, Professor
- Justas Dvarionas (* 1967), Pianist und Musikpädagoge